# 浜崎りお
浜崎 りお（はまさき りお、1988年6月11日 - ）は、日本の元AV女優である。埼玉県出身。オフィスオールドクルー所属。
現在の名義以外に「りお」「里緒」「Rio」「篠原絵里香」「森下ミキ」「IZUMI」「玲香」「まい」「森下えりか」「森下エリカ」「えりか」など様々な名義での出演作がある。

## 来歴・人物
趣味はショッピング、特技はネイルアート、バレーボール。
AV女優になる前はガソリンスタンドの店員をしていたが、半年に渡るスカウトマンの勧誘により、AV女優になる事を決意した。
女優名の由来については、前名での活動時、仕事で関わったカメラマンが名付けた。カメラマン当人が、以前に仕事仲間から見せてもらった写真のモデル名が、｢りお｣だったことがきっかけ。また、当時交際している男性はいたがすべての取材等に対して、立場上いないと答えるよう暗黙の了解があったとも公言している。
2011年10月に引退した。総集編を含めた出演本数で1000本超えを達成している。
アダルトビデオ30周年記念企画（AV30）として2012年1月5日から2月29日まで行われた人気投票で26位に選ばれている。

## 作品

### アダルトビデオ(森下えりか(森下エリカ・えりか)・篠原絵梨香・森下ミキ・IZUMI・玲香・まい 名義)
| 2006年                                                  | 2006年   | 2006年        | 2006年                            |
| タイトル                                                | 発売日   | メーカー      | 備考                              |
| ------------------------------------------------------- | -------- | ------------- | --------------------------------- |
| 童貞の僕が近所の巨乳看護婦がいる病院に入院した。パート3 | 10月5日  | V&Rプロダクツ | 「森下えりか」名義                |
| 湘南BEACH娘 LIVE002 美巨乳ハメ倒し F-cup えりか         | 11月17日 | KUKI          | 「えりか」名義                    |
| ザ・面接・93 天の川特別 サオ祭り姫まつり                | 11月23日 | アテナ映像    | オムニバス作品 「森下エリカ」名義 |
| 豊満肉 美脚 極乳 絵梨香責め                             | 12月8日  | 月下草        | 「篠原絵梨香」名義                |

| 2007年                                  | 2007年  | 2007年       | 2007年             |
| タイトル                                | 発売日  | メーカー     | 備考               |
| --------------------------------------- | ------- | ------------ | ------------------ |
| 真中出し巨乳シースルー35 森下ミキ 21歳  | 1月17日 | アーロン     | 「森下ミキ」名義   |
| TOKYO REAL DOLLS 19                     | 2月21日 | イーミューズ | 「IZUMI」名義      |
| XXXXX!(ファイブエックス) 札幌完全素人編 | 2月23日 | シャイ企画   | 「森下エリカ」名義 |
| THE 援交女子校生 Part.2                 | 4月25日 | ブリット     | 「玲香」名義       |

### アダルトビデオ(浜崎りお(りお・里緒・Rio) 名義・撮りおろし作品のみ)
| 2006年                              | 2006年   | 2006年                     | 2006年 |
| タイトル                            | 発売日   | メーカー                   | 備考   |
| ----------------------------------- | -------- | -------------------------- | ------ |
| 浜崎りお 18歳                       | 11月4日  | eighteen                   |        |
| ダッチワイフ妻06～りおさん20歳～    | 12月22日 | グローリークエスト         |        |
| 拷問診察室 美少女クリニック Part.20 | 12月23日 | ベイビーエンターテイメント |        |

| 2007年                                                                             | 2007年   | 2007年                     | 2007年                                             |
| タイトル                                                                           | 発売日   | メーカー                   | 備考                                               |
| ---------------------------------------------------------------------------------- | -------- | -------------------------- | -------------------------------------------------- |
| 東京10代 Night Style                                                               | 1月19日  | クロス                     |                                                    |
| WORKS BOIN                                                                         | 1月20日  | フリービジョン             |                                                    |
| KUDOKIX 001                                                                        | 2月21日  | 実録出版                   |                                                    |
| Let's 読モ☆スタイル                                                                | 2月28日  | レックオーバー             |                                                    |
| 巨乳少女 Gカップ 浜崎りお 18歳                                                     | 2月28日  | 実録出版                   |                                                    |
| PRIVATE STYLE                                                                      | 3月3日   | グラフィス                 |                                                    |
| 麗しの巨乳若妻。                                                                   | 3月15日  | 光夜蝶                     |                                                    |
| 手コキでチュー 其の弐                                                              | 4月6日   | 無敵屋                     |                                                    |
| ボイン大好きしょう太くんのHなイタズラ 2                                            | 4月14日  | グローリークエスト         |                                                    |
| Eighteen 18歳                                                                      | 4月14日  | フリービジョン             |                                                    |
| 強制昏睡絶頂エステDVD vol.4                                                        | 4月19日  | ナチュラルハイ             |                                                    |
| 風俗無料相談所前で逆ナンパしちゃいました!                                          | 4月25日  | ブリット                   | オムニバス作品                                     |
| 田舎女子高生援交日記 りお                                                          | 5月1日   | ワンズファクトリー         |                                                    |
| 巨乳コンパニオン                                                                   | 5月3日   | V&Rプロダクツ              | オムニバス作品                                     |
| カノジョは巨乳女子高生                                                             | 5月5日   | ワープエンタテインメント   |                                                    |
| 受精!現役素人モデル No7                                                            | 5月10日  | コージィ                   |                                                    |
| 女子校生制服騎乗 8                                                                 | 5月11日  | クリスタル映像             | オムニバス作品                                     |
| バーチャル妄想劇場 妹萌え日記                                                      | 5月13日  | マルクス兄弟               |                                                    |
| 乳首の弱いカノジョと僕が、互いに乳首を責めあいました。撮り下ろし×THE4時間          | 5月15日  | ワープエンタテインメント   | オムニバス作品                                     |
| Missボイン 11                                                                      | 5月19日  | フリービジョン             |                                                    |
| いきなり2回連続でイカセる女たち                                                    | 6月1日   | V (ヴィ)                   | オムニバス作品                                     |
| R-18 りお                                                                          | 6月6日   | GLAY'z                     |                                                    |
| 美乳でいっぱいオナニーしちゃお!                                                    | 6月7日   | ディープス                 |                                                    |
| アキバ一揆!アキバ系 VS 渋谷ギャル 憎っくき渋谷ギャルを拉致ってヤってしまいますぞ!! | 6月7日   | GARCON                     |                                                    |
| BODY ROOTION MIX 1                                                                 | 6月14日  | DIANA                      |                                                    |
| 生中出し女子校生 4時間 3                                                           | 6月18日  | メディアステーション       |                                                    |
| ダブルボインに犯されたい!                                                          | 6月22日  | レアル・ワークス           |                                                    |
| Homeless Rape 2                                                                    | 6月22日  | グローリークエスト         |                                                    |
| 青空・H                                                                            | 6月23日  | フリービジョン             |                                                    |
| 潮吹き 美乳 トランス!                                                              | 7月5日   | ディープス                 |                                                    |
| ガチハメ!                                                                          | 7月7日   | 桃太郎映像出版             |                                                    |
| セレブ妻不倫リポート VOL.12                                                        | 7月11日  | プレステージ               |                                                    |
| 東京若妻密会 4                                                                     | 7月11日  | プレステージ               |                                                    |
| 僕と彼女のセックス日記 002                                                         | 7月11日  | 実録出版                   |                                                    |
| SEX FRIENDS                                                                        | 7月14日  | オーロラプロジェクト       |                                                    |
| 巨乳スイミングスクール PART.3                                                      | 7月19日  | V&Rプロダクツ              |                                                    |
| しゃぶれ!痴女レンジャー!                                                           | 7月20日  | レアル・ワークス           |                                                    |
| ブサイクな僕が超イケメンに生まれ変わったら… 完全版                                 | 7月27日  | メディアステーション       |                                                    |
| 巨乳女子校生 4                                                                     | 7月27日  | メディアステーション       | オムニバス作品                                     |
| 特選!!S級素人ギャルコレクション 4時間 3                                            | 7月27日  | メディアステーション       | オムニバス作品                                     |
| KUDOKIX 008                                                                        | 7月28日  | 実録出版                   |                                                    |
| 強制猥褻 非合法ドラッグ                                                            | 8月1日   | ワンズファクトリー         |                                                    |
| G-cup 巨乳ナース 浜崎りお18歳                                                      | 8月3日   | GLAY'z                     |                                                    |
| 浜崎りお 僕だけの超リアルドール                                                    | 8月4日   | ディープス                 |                                                    |
| アドリブ痴女GカップLive!!                                                          | 8月5日   | ワープエンタテインメント   |                                                    |
| BOING.84 Gcup 浜崎りお 01                                                          | 8月5日   | ドリームチケット           |                                                    |
| CFNM×舌上発射                                                                      | 8月15日  | ワープエンタテインメント   | オムニバス作品                                     |
| 無人島に美女と流れ着いた… シーズン2                                                | 8月16日  | V&Rプロダクツ              |                                                    |
| 浜崎りお VS                                                                        | 8月17日  | メディアバンク             |                                                    |
| (生)流出!プライベート異常性戯 りお*Fカップ                                         | 8月19日  | ひまわり企画               |                                                    |
| みるスポ!浜崎りお                                                                  | 8月19日  | みるきぃぷりん♪            |                                                    |
| kawaii* kawaii girl 11                                                             | 8月25日  | kawaii*                    |                                                    |
| 孫娘 4                                                                             | 9月14日  | ネクストイレブン           |                                                    |
| 輪姦生中出し20連発                                                                 | 9月1日   | ワンズファクトリー         |                                                    |
| Mix Juice 高瀬七海＋浜崎りお                                                       | 9月4日   | ゴリラプロジェクト         |                                                    |
| エロ盛りMAX!!巨乳競泳水着VS萌えスク水着                                            | 9月7日   | GLAY'z                     |                                                    |
| イカせ痴漢トランス                                                                 | 9月13日  | マルクス兄弟               |                                                    |
| 少女絶叫監禁室 7                                                                   | 9月14日  | I.B.WORKS                  |                                                    |
| みるきぃHi-スクール                                                                | 9月19日  | みるきぃぷりん♪            |                                                    |
| 女子校生 中出し20連発                                                              | 9月20日  | アイエナジー               |                                                    |
| G-cup 女子校生 浜崎りお 18歳                                                       | 9月21日  | メディアステーション       |                                                    |
| 生中出し巨乳ギャル                                                                 | 9月21日  | メディアステーション       | オムニバス作品                                     |
| Beauty Style 28                                                                    | 9月25日  | イエロー                   |                                                    |
| 浜崎りおのかんなりハード                                                           | 9月28日  | メディアバンク             |                                                    |
| 業界NO.1 美巨乳りおといっぱいHしよ!                                                | 10月4日  | ヒビノ                     |                                                    |
| モーレツ!ボイン先生                                                                | 10月4日  | イフリート                 |                                                    |
| 拷問!女子校生マシンバイブ 2                                                        | 10月4日  | SODクリエイト              |                                                    |
| 絶対中出し出来る痴女クリニック                                                     | 10月13日 | マルクス兄弟               |                                                    |
| 悶絶オナニー電動按摩器トランス                                                     | 10月13日 | マルクス兄弟               | オムニバス作品                                     |
| 顔騎圧迫                                                                           | 10月16日 | 実録出版                   |                                                    |
| Gカップ爆乳レイパー                                                                | 10月19日 | エムズビデオグループ       |                                                    |
| メイド in prin                                                                     | 10月19日 | みるきぃぷりん♪            |                                                    |
| HIGH SCHOOL☆ 巨乳乱交                                                              | 10月22日 | kira☆kira                  |                                                    |
| 浜崎りおのファン感謝祭                                                             | 11月8日  | ディープス                 |                                                    |
| ぶっかけ中出しテカテカFUCK 2                                                       | 11月8日  | アイエナジー               |                                                    |
| 爆乳中出しFUCK                                                                     | 11月10日 | 隼エージェンシー           |                                                    |
| 中出しFUCK21連発 [巨乳女子校生 浜崎りお]                                           | 11月13日 | カルマ                     |                                                    |
| BIGBUST 90cm Gcup                                                                  | 11月13日 | MOODYZ                     |                                                    |
| ヌルヌル巨乳ローションMAX                                                          | 11月16日 | TMA                        |                                                    |
| 厳選素材                                                                           | 11月19日 | みるきぃぷりん♪            |                                                    |
| STREET ANGELS 35                                                                   | 11月25日 | graphis                    |                                                    |
| CHARISMA☆MODEL                                                                     | 11月25日 | kira☆kira                  |                                                    |
| 激しいピストンで突くたびに揺れる乳                                                 | 11月25日 | イエロー                   |                                                    |
| BOIN BOIN BOIN                                                                     | 12月1日  | HMJM                       |                                                    |
| ザーメン中出し凌辱キャバ嬢                                                         | 12月1日  | ワンズファクトリー         |                                                    |
| クラス全員がグルになり、ツンデレ委員長をザーメン奴隷にする。                       | 12月1日  | マルクス兄弟               | AVグランプリ2008 グランプリステージ エントリー作品 |
| 美巨乳GAL NO.1                                                                     | 12月6日  | GARCON                     |                                                    |
| イカせ潮!潮!潮!そして黒人極太イラマチオ!3                                          | 12月6日  | サディスティックヴィレッジ |                                                    |
| 潮吹き!中出し!乱交!                                                                | 12月6日  | V&Rプロダクツ              |                                                    |
| 浜崎りおの極上ソープご奉仕天国 180分スペシャル                                     | 12月6日  | SODクリエイト              |                                                    |
| オナニスト 第19章                                                                  | 12月8日  | 隼エージェンシー           | オムニバス作品                                     |
| 真性中出し                                                                         | 12月13日 | MOODYZ                     |                                                    |
| 極上痴女姉さん童貞狩り 3                                                           | 12月19日 | SHY                        |                                                    |
| 美巨乳痴女王                                                                       | 12月19日 | みるきぃぷりん♪            |                                                    |
| 競泳水着の痴女たち                                                                 | 12月21日 | GLAY'z                     | オムニバス作品                                     |
| Gカップ/美巨乳/潮吹き乱交                                                          | 12月25日 | BEAUTY                     |                                                    |
| 極嬢 GOKUJYO                                                                       | 12月25日 | イエロー                   |                                                    |

| 2008年                                                                                         | 2008年   | 2008年                     | 2008年                          |
| タイトル                                                                                       | 発売日   | メーカー                   | 備考                            |
| ---------------------------------------------------------------------------------------------- | -------- | -------------------------- | ------------------------------- |
| ドS痴女ダブルマッサージサロン                                                                  | 1月1日   | ワンズファクトリー         |                                 |
| ギャル中出し20連発 浜崎りお                                                                    | 1月5日   | アイエナジー               |                                 |
| 発育巨乳女子高生 2                                                                             | 1月7日   | プレミアム                 |                                 |
| フェラコレ2008冬SP                                                                             | 1月12日  | 隼エージェンシー           | オムニバス作品                  |
| キモ男に犯されるレンタル妻                                                                     | 1月13日  | マルクス兄弟               |                                 |
| コスプレ痴漢バス                                                                               | 1月15日  | I.B.WORKS                  |                                 |
| エロエロ手コキ High School                                                                     | 1月17日  | ヒビノ                     |                                 |
| 淫乱4姉妹☆集団乱交                                                                             | 1月25日  | kira☆kira                  |                                 |
| 爆乳ロ●ータ痴漢バス                                                                            | 1月25日  | TMA                        | オムニバス作品                  |
| 手コキでベロちゅ～                                                                             | 1月25日  | イエロー                   | オムニバス作品                  |
| ロリで巨乳な女子校生                                                                           | 1月25日  | ロータス企画               |                                 |
| ふぁざこん                                                                                     | 2月1日   | エッジ                     |                                 |
| 爆乳中出し天国                                                                                 | 2月1日   | MOODYZ                     |                                 |
| 電マでイカされ隊                                                                               | 2月1日   | アイデアポケット           |                                 |
| 麻薬捜査官 ヤク漬け膣痙攣                                                                      | 2月7日   | アイエナジー               |                                 |
| プチ裸出 VOL.9                                                                                 | 2月7日   | ナチュラルハイ             |                                 |
| 巨乳高級痴女ソープ                                                                             | 2月8日   | I.B.WORKS                  |                                 |
| E-BODY                                                                                         | 2月13日  | E-BODY                     |                                 |
| 巨乳が寝てる間に… たっぷり揉んだら、仕上げに挿入!!                                             | 2月15日  | ワープエンタテインメント   | オムニバス作品                  |
| Gals Glamourous RIO 11                                                                         | 2月15日  | ドリームチケット           |                                 |
| 鬼イカセ                                                                                       | 2月18日  | レアル・ワークス           |                                 |
| AFTER                                                                                          | 2月19日  | イエロー                   |                                 |
| 完全主観 妄想劇場 もしも浜崎りおが僕の奥さんだったら                                           | 2月21日  | アイエナジー               |                                 |
| 乳いぢり                                                                                       | 2月22日  | GLAY'z                     |                                 |
| Black Max Cafeへようこそ!                                                                      | 2月22日  | マックス・エー             |                                 |
| 素人ギャルズ[LEVEL A] VER.26                                                                   | 2月22日  | アリスJAPAN                | オムニバス作品                  |
| kira☆kira HIGH SCHOOL GALS Vol.1                                                               | 2月25日  | kira☆kira                  | オムニバス作品                  |
| 巨乳痴嬢 女ストーカーはＧ-cupヴィーナス                                                        | 3月1日   | AVS                        |                                 |
| オチンチン生えてる私の、シコシコするとこ見てください。                                         | 3月1日   | エッジ                     |                                 |
| 超絶品ボディSPECIAL                                                                            | 3月1日   | MOODYZ                     |                                 |
| 中出しパイズリ先生                                                                             | 3月1日   | ワンズファクトリー         |                                 |
| 接吻や乳首舐められながら手コキされた僕 No2                                                     | 3月1日   | ワンズファクトリー         | オムニバス作品                  |
| 回春◆巨乳サロン                                                                                | 3月5日   | ワープエンタテインメント   |                                 |
| 東京GalsベロCity 14                                                                            | 3月5日   | ドリームチケット           |                                 |
| 業界No1の美巨乳アイドル パイズリ騎乗位FUCK                                                     | 3月6日   | アイエナジー               |                                 |
| 全裸系巨乳水泳部チチショー                                                                     | 3月7日   | プレミアム                 |                                 |
| ノーモザイク浜崎りお                                                                           | 3月7日   | カルマ                     |                                 |
| イカセ4時間 ぶっかけ中出しレズ乱交                                                             | 3月17日  | ケイ・エム・プロデュース   |                                 |
| 爆乳マゾ痴女変態ナース                                                                         | 3月19日  | クロス                     |                                 |
| G-style                                                                                        | 3月19日  | シャイ企画                 |                                 |
| コスプレボイン同性愛                                                                           | 3月19日  | アンナと花子               |                                 |
| Fuck'in☆Star ウルトラ爆乳 拘束FUCK                                                             | 3月21日  | h.m.p                      |                                 |
| 教えてっ!おっぱい先生                                                                          | 3月21日  | 宇宙企画                   |                                 |
| 教えてBlackティーチャー                                                                        | 3月28日  | マックス・エー             |                                 |
| 萌乳・18歳                                                                                     | 4月1日   | エッジ                     |                                 |
| 鬼達磨                                                                                         | 4月4日   | アイエナジー               |                                 |
| 羞恥!強制お漏らしマシンパンツで街中を引き廻せ 3                                                | 4月4日   | サディスティックヴィレッジ |                                 |
| ぶるまにあ                                                                                     | 4月7日   | みるきぃぷりん♪            |                                 |
| 僕と浜崎りおとニューハーフ 女同士の嫉妬?密室劇場、世にも奇妙な三角関係                         | 4月13日  | カルマ                     |                                 |
| 爆乳レズビアン                                                                                 | 4月13日  | MOODYZ                     |                                 |
| 浜崎りおちゃん タオル一枚 男湯入ってみませんか?HARD                                            | 4月17日  | SODクリエイト              |                                 |
| 完全ボディM                                                                                    | 4月19日  | ドグマ                     |                                 |
| 93cm Hcup 90cm Gcup                                                                            | 4月19日  | OPPAI                      |                                 |
| 巨乳ノーブラ女子校生ノーパン黒タイツ同性愛                                                     | 4月19日  | アンナと花子               |                                 |
| エロ人妻不倫密会                                                                               | 4月25日  | シャッフル                 | オムニバス作品                  |
| 乳魂 巨乳猥褻 Gcup88cm                                                                         | 5月7日   | 桃太郎映像出版             |                                 |
| 先生のおっぱいと子宮に、濃ゆ～い童貞ザーメンいっぱい出していいからね!                          | 5月8日   | SODクリエイト              |                                 |
| 大きな桃尻・桃パイ 2パック詰め合わせ!!                                                         | 5月10日  | オーロラプロジェクト       |                                 |
| 官能小説朗読オナニ～ 2                                                                         | 5月19日  | イエロー                   | オムニバス作品                  |
| オナニー パラノイア 浜崎りお                                                                   | 5月19日  | ドグマ                     |                                 |
| Gcup Wボイン                                                                                   | 6月1日   | MOODYZ                     |                                 |
| パイズリは狭射だよな!                                                                          | 6月1日   | ワンズファクトリー         | オムニバス作品                  |
| ダブル爆乳グラマラス                                                                           | 6月7日   | プレミアム                 |                                 |
| 巨乳ハウスメイドが我が家にやって来たので、オッパイを悪戯していっぱい困らせました。             | 6月13日  | マルクス兄弟               |                                 |
| イッたばかりのチンポを強制連続発射!                                                            | 6月13日  | マルクス兄弟               | オムニバス作品                  |
| 淫乱フルスペック汁だく変態ハード着エロ 浜崎りお                                                | 6月19日  | クロス                     |                                 |
| 拘束椅子Lbian                                                                                  | 6月19日  | ドグマ                     |                                 |
| 90cm Gcup RIO                                                                                  | 6月19日  | OPPAI                      |                                 |
| 浜崎りお レズWキャスト 最高のオナニーをさせてあげる!                                           | 6月19日  | LADY×LADY                  |                                 |
| 極上ソープ                                                                                     | 6月19日  | SODクリエイト              |                                 |
| 巨乳淫乱オフィスレディー                                                                       | 6月19日  | イエロー                   |                                 |
| ザーメンタンク巨根恋愛爆乳萌えちんぽ。                                                         | 6月19日  | アンナと花子               |                                 |
| 浜崎りおが奥さんになってあげる                                                                 | 6月20日  | レアル・ワークス           |                                 |
| 24人の乳もみインタビュー 4時間 2                                                               | 6月20日  | TMA                        | オムニバス作品                  |
| 素人コギャルHEAVEN 4時間 NEO 6                                                                 | 6月20日  | ケイ・エム・プロデュース   | オムニバス作品                  |
| 流出!!元彼に撮られたプライベートセックス                                                       | 6月27日  | アリスJAPAN                |                                 |
| マゾ姉と痴女な妹と僕の近親相姦                                                                 | 7月1日   | ワンズファクトリー         |                                 |
| 接吻や乳首を舐められながら手コキされた僕。 3                                                   | 7月1日   | ワンズファクトリー         | オムニバス作品                  |
| 爆乳保母さんの優しいパイズリ                                                                   | 7月1日   | ワンズファクトリー         | オムニバス作品                  |
| ボイン大好き亀市爺さんのHなイタズラ 弐                                                         | 7月3日   | グローリークエスト         |                                 |
| 巨乳・爆乳 授乳手コキ VOL.1                                                                    | 7月4日   | 映天                       | オムニバス作品                  |
| 巨乳・爆乳 乳揉み VOL.1                                                                        | 7月4日   | 映天                       | オムニバス作品                  |
| 巨乳・爆乳 乳舐め吸い VOL.1                                                                    | 7月4日   | 映天                       | オムニバス作品                  |
| 非日常的悶絶遊戯 社長秘書に抜擢された新人OL、りおの場合                                        | 7月13日  | AVS                        |                                 |
| 社内マッサージレディのお仕事 浜崎りお(19)                                                      | 7月17日  | SODクリエイト              |                                 |
| マジックミラー号 激烈ボディー逆ナンパ 横浜みなとみらい編                                       | 7月17日  | ディープス                 |                                 |
| 陵辱巨乳妻 浜崎りお                                                                            | 7月17日  | ヒビノ                     |                                 |
| 浜崎りお 潮吹きレズビアン THE SPLASH!!                                                         | 7月17日  | LADY×LADY                  |                                 |
| みるスポ!DX 浜崎りお                                                                           | 7月19日  | みるきぃぷりん♪            |                                 |
| 爆乳パイパン濃厚サドマゾ同性愛                                                                 | 7月19日  | クロス                     |                                 |
| こんな僕がある日突然爆乳先生になっちゃった                                                     | 8月1日   | MOODYZ                     |                                 |
| いじって伸ばして包茎射精天国                                                                   | 8月5日   | 実録出版                   |                                 |
| 時間よ止まれ!パート10 -いつでもどこでもハレンチ天国-                                           | 8月7日   | V&Rプロダクツ              |                                 |
| 奇跡の美巨乳 Gcup Wuast 浜崎りお&辻さき                                                        | 8月7日   | SODクリエイト              |                                 |
| おっぱい ～女子校生虐め～                                                                      | 8月7日   | 桃太郎映像出版             |                                 |
| 巨乳・爆乳 パイズリvol.1                                                                       | 8月8日   | 映天                       | オムニバス作品                  |
| 巨乳・爆乳 乳舐め吸い vol.2                                                                    | 8月8日   | 映天                       | オムニバス作品                  |
| ポルチオエステサロンNEO one                                                                    | 8月9日   | ベイビーエンターテイメント |                                 |
| 乳がデカい妹に犯されたい。                                                                     | 8月19日  | ドグマ                     |                                 |
| 脱ぎたてホクホクパンティー手コキ&フェラ                                                        | 8月19日  | イエロー                   | オムニバス作品                  |
| 有名女優オフショット突撃隊                                                                     | 8月21日  | アイエナジー               |                                 |
| 究極の妄想お仕事シリーズ 浜崎りお、浅田ちち、辻さきがやって来る巨乳銭湯の番台になった!         | 8月21日  | ROCKET                     |                                 |
| メガザーメン一発大量顔射!                                                                      | 8月22日  | レアル・ワークス           |                                 |
| 失禁 巨乳OL 中出し20連発スペシャル                                                             | 9月4日   | ROCKET                     |                                 |
| スク水H                                                                                        | 9月12日  | クリスタル映像             |                                 |
| 巨乳少女ふたなりレズビアン                                                                     | 9月19日  | ドグマ                     |                                 |
| 騎乗位GALS☆巨乳乱交                                                                            | 9月19日  | kira☆kira                  |                                 |
| 爆乳ロ●ータ高身長 個性派ボディートリプルマンコ                                                 | 9月19日  | アンナと花子               |                                 |
| 巨乳素人・痴女BODY'S                                                                           | 9月21日  | h.m.p                      |                                 |
| 巨乳・爆乳 乳舐め吸い コスプレ編 VOL.4                                                         | 10月3日  | 映天                       | オムニバス作品                  |
| 新ヒロイン陵辱シリーズ 流星特捜 エクスデッカー                                                 | 10月9日  | ヒビノ                     |                                 |
| 女体公開連続アクメ 第六幕                                                                      | 10月9日  | アイエナジー               |                                 |
| もしも…こ～んなエロい下着ショップがあったら?                                                   | 10月13日 | カルマ                     |                                 |
| 浜崎りお、松嶋れいな、風間ゆみ、鮎川なお等、超有名女優の秘蔵映像を一挙放出!! KARMA未公開作品集 | 10月13日 | カルマ                     | オムニバス作品                  |
| 中出し強要ギャル痴女NEO4時間 4                                                                 | 10月17日 | ケイ・エム・プロデュース   | オムニバス作品                  |
| 女教師の美獣ペット                                                                             | 10月21日 | h.m.p                      |                                 |
| 制作費\0!浜崎りおの一番過酷なAV現場                                                            | 10月23日 | V&Rプロダクツ              |                                 |
| 触手アクメ No4                                                                                 | 10月23日 | SODクリエイト              |                                 |
| 新ヒロイン陵辱シリーズ 流星特捜グレンデッカー                                                  | 11月6日  | ヒビノ                     |                                 |
| 流星特捜 初回限定版 特典映像付き【限定1000本】                                                 | 11月6日  | ヒビノ                     |                                 |
| 爆乳乱交中出し女教師                                                                           | 11月7日  | クリスタル映像             |                                 |
| 全国若妻ファイル                                                                               | 11月17日 | レアル・ワークス(女群)     | オムニバス作品                  |
| 爆乳快楽催眠アクメ                                                                             | 11月19日 | ドグマ                     |                                 |
| kira☆kiraフェラチオ学園祭                                                                      | 11月19日 | kira☆kira                  | オムニバス作品                  |
| ちんぐり返しアナル舐め手コキ                                                                   | 11月19日 | イエロー                   | オムニバス作品                  |
| 夢のAVデリバリー!大沢佑香と浜崎りおが自宅にお邪魔してアナタのHな願望叶えちゃいます!            | 11月19日 | もっこりテレビ             |                                 |
| W巨乳×痴女!98cmGカップ 浜崎りお&105cmJカップ 蜜井とわ                                          | 11月21日 | 宇宙企画                   |                                 |
| 南の島の爆乳裸族三姉妹                                                                         | 11月22日 | アンナと花子               | AVグランプリ2009 エントリー作品 |
| お元気クリニック Vol.1                                                                         | 12月1日  | AVS                        |                                 |
| 痴漢専用中出しモデル4号                                                                        | 12月4日  | ナチュラルハイ             |                                 |
| 巨乳天国おっぱいパブ No3                                                                       | 12月4日  | ROCKET                     |                                 |
| 時間が止まる腕時計スペシャル                                                                   | 12月4日  | ROCKET                     |                                 |
| 浜崎りお 超高級ふたなりソープ嬢                                                                | 12月4日  | SODクリエイト              |                                 |
| NON STOP ORGASM ポルチオエンドルフィン 浜崎りお 自我崩壊                                       | 12月5日  | クリスタル映像             |                                 |
| ハーレム学園プレミアム VOL.3                                                                   | 12月7日  | プレミアム                 |                                 |
| MOODYZファン感謝祭 バコバコバスツアー2009 爆乳女優22名の乱交天国!!                             | 12月13日 | MOODYZ                     |                                 |
| 爆乳ハーレム大乱交                                                                             | 12月19日 | OPPAI                      |                                 |
| コスプレイヤー 浜崎りお                                                                        | 12月22日 | TMA                        |                                 |

| 2009年 | 2009年   | 2009年               | 2009年         |
| タイトル | 発売日   | メーカー             | 備考           |
| --- | -------- | -------------------- | -------------- |
| これが噂の痙攣薬漬け 単体ヴァージョン6 | 1月1日   | ナチュラルハイ       |                |
| 浜崎りおが処女膜再生～そして人生2度目の処女喪失 | 1月1日   | ROCKET               |                |
| ドリームウーマン69 | 1月13日  | MOODYZ               |                |
| 大量おちんぽ喰い尽くし集団M男専用ダブルど淫乱ボディー痴女 | 1月19日  | クロス               |                |
| 失禁・潮吹き生中出しアクメ | 1月19日  | エムズビデオグループ |                |
| お元気クリニック Vol.2 | 2月1日   | AVS                  |                |
| MOODYZファン感謝祭 裏バコバコバスツアー2009 本編未収録!AVアイドル16名の本気FUCK!!                                                                             | 2月13日  | MOODYZ               |                |
| INSTANT LOVE 3 | 2月6日   | クリスタル映像       |                |
| 女体マグニチュード ボッキ・クリトリス直下型アクメ | 2月19日  | ドグマ               |                |
| 性魔術ポリネシアン官能マッサージ2 | 2月19日  | ナチュラルハイ       |                |
| kira☆kiraフェラチオ学園祭-女教師編 Vol.1- | 2月19日  | kira☆kira            | オムニバス作品 |
| 巨乳女子校生に生中出し 03 | 2月20日  | レアル・ワークス     | オムニバス作品 |
| 超☆制服トランス | 3月1日   | ワンズファクトリー   |                |
| 巨乳舐め吸いSP 乳フェチ向け 舐め吸いしまくり120分 | 3月1日   | ABC/妄想族           | オムニバス作品 |
| 団地妻の憂い | 3月5日   | アイエナジー         |                |
| 完全主観で行った気分になれる!シリーズ特別版 浜崎りお、佐伯奈々の巨乳天国バーチャルソープ                                                                      | 3月5日   | ROCKET               |                |
| 浜崎りおのソープしちゃうぞ | 3月6日   | クリスタル映像       |                |
| 憎いほどオジサン殺し | 3月13日  | アロマ企画           |                |
| きもち良すぎて白目をむくの。 | 3月19日  | 乱丸                 |                |
| 張り型チンポ自慰 03 | 4月1日   | ワンズファクトリー   | オムニバス作品 |
| 巨乳乳揉みSP 乳フェチ向け 乳揉みしまくり120分 | 4月1日   | ABC/妄想族           | オムニバス作品 |
| ボイン大好きしょう太くんのHなイタズラ | 4月2日   | グローリークエスト   |                |
| 巨乳・爆乳 強制 乳揉み vol.5 | 4月3日   | 映天                 | オムニバス作品 |
| 超高級美少女レズ・ソープ嬢 プレミアム | 4月4日   | ディープス           |                |
| 大沢佑香ちゃん、浜崎りおちゃん、イジラレ屋台の中で潮吹きながらホットドッグ売ってきてくれませんか!? ～IN渋谷～                                                 | 4月18日  | SODクリエイト        |                |
| ファン参加型MM号!即尺マジックミラー号!フェラチオ大好き女子高生がMM号の中であなたのイキリ立つおチ○ポをしゃぶりつくしまーす!                                    | 4月18日  | ディープス           |                |
| 浜崎りおがあなたの願望叶えちゃいます♪ | 4月18日  | V&Rプロダクツ        |                |
| お元気クリニック Vol.3 | 4月19日  | AVS                  |                |
| 極★電マ潮吹きFUCK!! | 4月24日  | クリスタル映像       |                |
| コスプレイヤー Frontier | 4月24日  | TMA                  |                |
| 限ナシイキッパ! | 5月1日   | グローリークエスト   |                |
| 人妻陵辱中出し | 5月1日   | 剛田プロ             |                |
| もしも…こ～んな 巨乳だらけの混浴露天風呂があったら? | 5月13日  | カルマ               |                |
| RI◆O H-cup Girl | 5月15日  | クリスタル映像       |                |
| パイズリパラダイス4 | 5月19日  | OPPAI[おっぱい]      |                |
| アクメ自転車がイクッ アクメ第5形態 | 5月21日  | SODクリエイト        | オムニバス作品 |
| 第3回 女子高生 妹-1グランプリ | 5月21日  | ディープス           |                |
| 私､ファンとヤリたいんです | 5月21日  | 人間考察             |                |
| 女教師と女子高生 夢の二股生活 | 6月1日   | MOODYZ               |                |
| 青春エロドラマ オレのアネキとヤラないか? | 6月18日  | グローリークエスト   |                |
| 「浜崎りおの中出しファン感謝祭」 ファンの皆さん!りおちゃんは排卵日&騙されて 偽ピル飲ませているので皆さんの特濃ザーメン ガッツリ注いで妊娠させちゃってください | 6月18日  | ナチュラルハイ       |                |
| 古着屋のマリー c/w ライブハウスのNANA | 6月19日  | ROOKIE               |                |
| 浜崎りおの ザ・筆おろし | 7月7日   | クリスタル映像       |                |
| 禁断介護 | 7月16日  | グローリークエスト   |                |
| 黒りお 浜崎りお18歳 | 7月23日  | SODクリエイト        |                |
| お元気クリニック Vol.4 | 8月1日   | AVS                  |                |
| G★STYLE No6 | 8月7日   | クリスタル映像       |                |
| 競泳水着 LOVERS | 8月14日  | TMA                  |                |
| プールに浮かぶおっぱい!! 濡れた痴女と揺れた爆乳 | 8月19日  | OPPAI[おっぱい]      |                |
| SAMEN DIVA | 8月20日  | グローリークエスト   |                |
| キミは私のいやらしい唇でどうやって責められたい…? | 9月1日   | ワンズファクトリー   |                |
| VIP STAR STAGE 14 | 9月4日   | クリスタル映像       |                |
| おっぱい仮面HD ハイパーデカパイ | 9月5日   | イフリート           |                |
| 巨乳･爆乳 乳舐め吸い No8 | 9月11日  | 映天                 | オムニバス作品 |
| 世界で一番大きなチンポを持つ男のSEX | 9月19日  | ROOKIE               |                |
| 入れ替わり妄想バラエティ 大好きなあの子に近づきたい ペットになった僕                                                                                          | 9月19日  | ディープス           |                |
| 潮吹き飲尿アクメ奴隷 | 9月25日  | ダスッ!              |                |
| 蛇縛神 | 10月7日  | アタッカーズ         |                |
| DILDO FUCK ディルドにまたがる女優たち No3 | 10月25日 | アロマ企画           | オムニバス作品 |
| 強制男潮吹かせクリニック | 11月1日  | MOODYZ               |                |
| 最高のアナル舐め手コキ 2 | 11月1日  | ワンズファクトリー   | オムニバス作品 |
| マジックミラー号逆ナンパin三浦海岸2009 | 11月5日  | ディープス           |                |
| スク水H 7 | 11月6日  | クリスタル映像       |                |
| kira☆kira SPECIAL PERFECT&DYNAMITE ～巨乳GALSの宴～ | 11月19日 | kira☆kira            |                |
| 恋【ren-ya】夜 第二十章 | 12月1日  | プレステージ         |                |
| 雌女anthology ＃076 「女の口は嘘をつく。」 | 12月4日  | アウダースジャパン   |                |
| ローリングフェラチオMASTER | 12月19日 | kira☆kira            | オムニバス作品 |

| 2010年                                                                                                | 2010年   | 2010年                         | 2010年         |
| タイトル                                                                                              | 発売日   | メーカー                       | 備考           |
| --- | -------- | ------------------------------ | -------------- |
| 張り型チンポ自慰 04                                                                                   | 1月1日   | ワンズファクトリー             | オムニバス作品 |
| KARMA設立5周年プレミアム感謝祭! 巨乳!巨乳!巨乳!ボインボインバスツアー                                 | 1月13日  | カルマ                         |                |
| きもち良すぎて二人で白目。                                                                            | 1月19日  | 乱丸                           |                |
| 宅配痴女                                                                                              | 1月19日  | ドグマ                         |                |
| STAR★Girls                                                                                            | 2月5日   | クリスタル映像                 |                |
| 24／7【TWENTY FOURSEVEN】16                                                                           | 2月19日  | プレステージ                   |                |
| 調教彼氏 ～ドM男のアナルを弄ぶ変態女医～                                                              | 3月13日  | MOODYZ                         |                |
| 団地で美人妻をナンパして自宅へおじゃま交尾中出し2                                                     | 3月17日  | LOTUS                          |                |
| 超高級王様ゲーム                                                                                      | 3月18日  | SODクリエイト                  |                |
| 浜崎りおのS級熟女逆ナンパ!!                                                                           | 4月1日   | VENUS                          |                |
| 僕の上司は痴女                                                                                        | 4月1日   | ワンズファクトリー             |                |
| セレブ若妻ナンパオイルマッサージ中出しDX                                                              | 4月14日  | LOTUS                          |                |
| いいなり爆乳妻                                                                                        | 5月19日  | VENUS                          |                |
| キスから始まりキスで終わる乳首を重点的に責める手コキ                                                  | 6月1日   | ワンズファクトリー             | オムニバス作品 |
| 夫よりも義父を愛して…。                                                                               | 6月7日   | マドンナ                       |                |
| 出戻りむっちり姉ちゃんに犯された僕 4                                                                  | 6月17日  | グローリークエスト             |                |
| 催眠 赤 DX 32 ドキュメント編                                                                          | 6月18日  | アウダースジャパン             |                |
| 催眠 赤 DX 32 スーパーmc編                                                                            | 6月18日  | アウダースジャパン             |                |
| 催眠 赤 DX 32 スーパーコンプリート編                                                                  | 6月18日  | アウダースジャパン             |                |
| 癒らし。VOL.73                                                                                        | 7月2日   | アウダースジャパン             |                |
| もしも…こ～んなコンビニエンスストアがあったら?DX                                                      | 7月13日  | カルマ                         | オムニバス作品 |
| 巨乳巨尻で借金返済! 極上姉妹ソープ                                                                    | 7月15日  | STAR PARADISE                  |                |
| 巨乳痴女たちが突然自宅にやって来た!!                                                                  | 10月25日 | 美                             |                |
| 侵入者X～狙われた二人の社宅妻～                                                                       | 11月7日  | マドンナ                       |                |
| 熟女レズ 美熟女レズビアン                                                                             | 11月10日 | クローバルメディアテインメント |                |
| 巨乳美少女とプライベートSex                                                                           | 11月15日 | 淫獣プロジェクト               |                |
| ママのリアル性教育                                                                                    | 11月18日 | グローリークエスト             |                |
| 浜崎りおのレズファン感謝祭!!                                                                          | 11月18日 | ディープス                     |                |
| 40代童貞男の自宅で筆おろし2                                                                           | 11月18日 | アイエナジー                   |                |
| 巨乳混浴コンパニオン ～お一人様に爆乳コンパニオン2名付きで3POK!飲んでさわって絶対ヤレるハーレム温泉～ | 11月18日 | ROCKET                         |                |
| THE真正中出しショータイム4 村西とおる降臨スペシャル編                                                 | 11月27日 | モブスターズ                   |                |
| 街行く‘美熟女’限定!過激でHなレズナンパ3                                                               | 12月1日  | V                              |                |
| 中出しされるモデル級素人の週末アルバイト02                                                            | 12月10日 | 青空ソフト                     |                |

| 2011年 | 2011年   | 2011年               | 2011年         |
| タイトル | 発売日   | メーカー             | 備考           |
| --- | -------- | -------------------- | -------------- |
| めざましフェラチオ | 1月20日  | グローリークエスト   | オムニバス作品 |
| ピタパン尻コキ | 2月1日   | 妄想族               | オムニバス作品 |
| 逃亡中 | 2月5日、 | ATOM                 |                |
| 見せたがる痴女達の極上フェラ | 2月17日  | グローリークエスト   | オムニバス作品 |
| 絶対に手を出してはいけない相手をレズ夜這い | 3月5日   | アキノリ             | オムニバス作品 |
| ROCKET3周年記念作品 巨乳戦隊チチレンジャーVS魔乳クイーンハマリオの逆襲 ～仁科百華、春咲あずみ、木下若菜、戦隊ヒロインになった人気巨乳女優3人を元祖美巨乳クイーン浜崎りお率いる悪の組織が徹底陵辱!～                  | 3月5日   | ROCKET               |                |
| バレないように花嫁姿の元カノとこっそりやる | 4月7日   | アキノリ             | オムニバス作品 |
| 汚物や悪臭が充満する公衆便所で働く「美人過ぎる」トイレ清掃員は、清掃中にうっかり視界に入った放尿中のチ○ポを見た瞬間、ムラムラして仕事を忘れ求めてくる。 各地の美人清掃員20人大集合!485分2枚組!完全撮り下し!超発情ver | 4月7日   | Hunter               |                |
| スペレズ×W生中出し | 4月19日  | エムズビデオグループ |                |
| キャットスーツ PERFECT BODY | 4月22日  | TMA                  | オムニバス作品 |
| ストリップ劇場で舞う若妻 ～ストリップ劇場で舞う母 番外編～ | 4月25日  | マドンナ             |                |
| Hカップダーツ娘の膣に子種命中 | 5月1日   | 胸キュン喫茶         |                |
| これぞ興奮の真骨頂!バレないように彼女の親友とこっそりヤル!5 | 5月7日   | アキノリ             | オムニバス作品 |
| 感じちゃイヤぁ~ん 禁アクメホテル 24時間己の身に降り掛かる様々なエロ指令や罠を感じないよう切り抜けて下さい。うっかり感じて声を出してしまったら罰ゲーム                                                                | 5月7日   | Hunter               |                |
| 妻が出産直前!家事手伝いに来た義理の姉さんと僕 | 5月25日  | マドンナ             |                |
| 巨乳カワイコちゃんに個撮フェラパイズリ4時間 | 6月1日   | 胸キュン喫茶         |                |
| 相手のブルマを剥ぎとれ!!素人娘ガチ対決!ブルマローション相撲 負ければ即ドスケベ罰ゲーム! | 6月4日   | Hunter               |                |
| kira☆kira BLACK GAL SPECIAL-逆痴漢☆爆乳黒ギャルにオモチャにされた男達- | 6月19日  | kira☆kira            |                |
| 巨乳コスプレイヤー | 6月24日  | TMA                  | オムニバス作品 |
| 女教師 京子～快楽調教室～ | 6月25日  | マドンナ             |                |
| 罠に堕ちた人妻4 肉体担保過重債務の女 | 7月1日   | 中嶋興業             |                |
| 嫁にバレずにコッソリとAV女優にヌかれちゃった僕 2 | 7月7日   | アイエナジー         | オムニバス作品 |
| 爆乳パイズリcafe | 7月13日  | MOODYZ               |                |
| kira☆kira BLACK 15GALS ローリングフェラチオ未公開映像 4時間完全撮りおろし | 7月19日  | kira☆kira            | オムニバス作品 |
| 義母は同級生 | 7月25日  | マドンナ             |                |
| クリムゾンガールズ 囚われた女探偵たち | 8月1日   | MOODYZ               |                |
| 2011真夏のSOD女子社員 ポロリだらけのビチョ濡れ超過激水泳大会&本邦初公開!!水泳大会終了後のハレンチ全裸大宴会 | 8月6日   | SODクリエイト        |                |
| キャンプだ!ビーチだ!ハメ☆イケ中出し大乱交 | 8月25日  | fantasista           |                |
| 危険日狙って!?孕ませ学園 | 9月13日  | MOODYZ               |                |
| 超大淫乱 スーパーイグイグ大乱交 | 9月19日  | 乱丸                 |                |
| 巨乳痴女大乱交スペシャル | 9月25日  | 美                   |                |
| 逆ズボッ!!ムッチリ爆乳痴女がいきなり男達に襲い掛かり逆レイプ! | 10月1日  | MOODYZ               |                |
| Ecup以上!! 巨乳ギャルだらけの南国リゾートエステ!! | 10月6日  | GARCON               |                |
| 若妻レズビアン ～甘く淫靡な餌に誘われて～ | 10月7日  | マドンナ             |                |
| 誘惑ノーブラ爆乳若妻 | 10月13日 | 溜池ゴロー           |                |
| 素人参加企画!憧れの浜崎りおちゃんに童貞卒業させてもらいませんか? | 10月15日 | ワンズファクトリー   |                |
| 痴女中出しティーチャーズ | 10月19日 | エムズビデオグループ |                |
| 巨乳野外露出 | 10月25日 | fantasista           |                |
| 混浴温泉で思いきって堂々と勃起してみたら、たまたま入浴していた女性客がチラ見どころか我を忘れてガン見急接近!2 | 11月5日  | Hunter               |                |
| 熟雌女anthology #075 | 11月18日 | アウダースジャパン   |                |
| 絡みついて離れないカラダ | 11月25日 | 美                   |                |
| 叱られ上手なドM嫁 | 12月7日  | マドンナ             |                |
| 大学受験を控えた僕の家に巨乳ギャル家庭教師がやってきた。不真面目で全然勉強を教える気のないギャル先生だけど、時折見せる色っぽい仕草が堪らない。玉砕覚悟で告白しようとしたら逆に向こうから誘ってきた。                 | 12月8日  | GARCON               |                |
| OPPAIノーブラ人妻スペシャル 浮気中出し3時間 | 12月19日 | OPPAI                |                |
| ユーザー皆様の企画を実現します!ROCKET4周年記念ユーザーリクエスト祭り作品NO.5 人気シリーズコラボスペシャル 衝撃!男の頭までスッポリ入るメガマ○コ 浜崎りおのスカルファック×電流アクメ ～勃起クリトリス電極責め～        | 12月22日 | ROCKET               |                |
| 美3周年記念作品 PERFECT STYLE痴女集団4時間SPECIAL | 12月25日 | 美                   |                |

| 2012年 | 2012年  | 2012年                   | 2012年         |
| タイトル | 発売日  | メーカー                 | 備考           |
| --- | ------- | ------------------------ | -------------- |
| 巨乳捜査官 淫具の運命 | 1月7日  | アタッカーズ             |                |
| 俺も弟も血液型は一緒だから産みたきゃ産めよ!                                                                                      | 1月7日  | アイエナジー             |                |
| モンスターペアレントに犯される新人女教師                                                                                         | 1月13日 | U&K                      |                |
| 顔面馬乗り擦りつけオナニー | 1月15日 | ワンズファクトリー       |                |
| TOHJIRO・体液ベストセレクション No1                                                                                              | 1月19日 | ドグマ                   |                |
| 盗撮マニア!生中出し出張マッサージ ～変態施術師の猥褻痴療～                                                                       | 1月25日 | fantasista               |                |
| 恥ずかしいカラダ ラスト | 1月28日 | HMJM                     |                |
| 妻の浮気相手は…あろうことか…おっ女だった!!!                                                                                      | 2月10日 | U&K                      | オムニバス作品 |
| 風間ゆみは都内私立学園の現役女子校生!!美巨乳女子校生の浜崎りお＆北川瞳が新入生・風間ゆみをイジメるSM調教潮吹き4P大乱交!!         | 2月13日 | セレブの友               |                |
| 理想姉 ぬるぬる濡れ透けノーブラ美爆乳の無防備人妻お姉さん                                                                        | 2月19日 | OPPAI                    |                |
| 蹴殴9 | 3月3日  | コレクター(旧・バッキー) |                |
| 哀楽快楽主義 ～責められ好きの貴方の為につくられた一本～                                                                          | 3月13日 | セレブの友               |                |
| kira☆kira BLACK GAL 黒ギャル青姦-野外に撒き散らす大量絶頂潮-                                                                     | 3月19日 | kira☆kira                |                |
| 露恥裏ミラクル爆乳娘W Hカップ浜崎りお&Gカップ北川瞳の美爆乳コンビが奇跡のコラボ!もう二度と見れない大自然露出潮吹き絶頂ファック!! | 3月19日 | エンペラー/妄想族        |                |
| ヌクためだけに鑑賞されてるあなただけに見つめてイキまくる極上美爆乳娘!!                                                           | 3月19日 | エンペラー/妄想族        | オムニバス作品 |
| 断然バック派!極エロ美巨乳娘 自らお尻を突き出し全身全霊で快楽を貪るバック好き変態娘濃厚絶頂ファック!!                             | 3月19日 | エンペラー/妄想族        | オムニバス作品 |
| 浜崎りおDebut～1933日そして、引退 AV女優最後の日にプライベートまで密着 完全撮りおろし200分＋SOD出演作品100分                     | 3月22日 | SODクリエイト            | 引退作         |
| 露出オナニーはじめました。 貴方だけに見せつけて美白美巨乳ロリ娘野外露出オナニー見せつけてオナりまくります!                       | 5月19日 | エンペラー               | オムニバス作品 |
| kira☆kira BLACK GAL SPECIAL 黒ギャル巨乳☆青姦露出 VACANCES中出し乱交                                                             | 5月19日 | kira☆kira                |                |
| マン筋くっきり卑猥な直穿きレギンスアクメ! 蒸れたオマ○コが淫らに肉棒を欲する挑発的後背位ファック                                  | 6月19日 | エンペラー/妄想族        |                |
| Best of 浜崎りお PART2 | 8月24日 | アウダースジャパン       | 個人総集編     |
| 100％まるごと浜崎りおベスト4時間 これで見納め!Hカップ爆乳ヴィーナス野外露出学園4Pズコバコ快感ファック!!                          | 8月25日 | HYPER240                 | 個人総集編     |

| 2013年        | 2013年 | 2013年             | 2013年     |
| タイトル      | 発売日 | メーカー           | 備考       |
| ------------- | ------ | ------------------ | ---------- |
| 浜崎りお8時間 | 1月1日 | ワンズファクトリー | 個人総集編 |

### オリジナルビデオ
| タイトル                         | 発売日        | メーカー             | 備考 |
| -------------------------------- | ------------- | -------------------- | ---- |
| 先生 恥悦な報復                  | 2010年3月19日 | ビーエムドットスリー |      |
| ボディ・ファンドされた女-裏切り- | 2011年6月3日  | cinemafirst          |      |

### イメージDVD
| タイトル                           | 発売日        | メーカー             | 備考 |
| ---------------------------------- | ------------- | -------------------- | ---- |
| エロキュート                       | 2009年4月28日 | ビーエムドットスリー |      |
| 妄想X S級女優の旬感エクスタシー 04 | 2009年6月25日 | ARK                  |      |

## テレビ
- ビートたけしのもう1回だけ見ちゃいけないTV（TBSテレビ、2009年12月28日）- AV女優のHitomi、周防ゆきこ、@YOUと共に出演 *本人のブログから